# Волчьи дети Амэ и Юки
Волчьи дети Амэ и Юки (яп. おおかみこどもの雨と雪 Ооками Кодомо но Амэ то Юки) — полнометражный анимационный фильм режиссёра Мамору Хосоды, выпущенный студией Studio Chizu в 2012 году. Эта студия была основана специально для создания данного фильма. Премьера картины состоялась во Франции на UGC Cine Cite Les Halles. На территории России фильм впервые был показан в ноябре 2012 года.

## Сюжет
19-летняя студентка Хана встречает юношу-волка. Плодами их любви становятся девочка Юки и её младший брат Амэ. После смерти возлюбленного Хане приходится самой воспитывать детей. Из-за необходимости скрывать их происхождение девушка не рискует водить малышей к врачам, что вызывает подозрения у социальных служб. А регулярный вой детей наводит соседей на подозрения, будто Хана завела собаку, нарушив тем самым договор о съёме квартиры. В такой критической ситуации она принимает решение о скором переезде в деревню, подальше от чужих глаз.
На новом месте Хана упорно трудится, чтобы сделать арендованный ею ветхий дом пригодным для жилья и дать детям возможность расти и развивать одновременно обе натуры — людскую и волчью — не боясь внимания окружающих. Однако не все идет так, как она планировала. Вскоре соседи начинают все чаще навещать молодую мать, ведь, увидев её старания и нежелание пасовать перед трудностями сельской жизни, они проникаются к ней уважением и предлагают свою помощь в посевных работах. К счастью, никто из них не сомневается, что Амэ и Юки — самые обычные дети. Секрет этой маленькой, но дружной семьи сохраняется.
Между тем, дети растут, а различия между ними становятся все заметнее. Бойкая и озорная Юки познает мир вокруг себя и, кажется, все больше тяготеет к волчьей жизни. Но со временем она начинает проявлять интерес к общению с другими детьми и в итоге решает больше никогда не превращаться в волка. Тихий и углубленный в себя Амэ делает неуверенные шаги на пути взросления, но позже кардинально меняется, став более сильным, смелым и серьёзным. Он сближается со старым лисом, присматривающим за лесом, и обучается у него премудростям жизни на природе. Когда лис ранит лапу и становится очевидно, что он скоро умрёт, Амэ уходит в лес и занимает место своего учителя.

## Персонажи
Хана (яп. 花 Хана) — девятнадцатилетняя девушка, которая потеряла отца ещё в средней школе. В начале истории училась на факультете социологии Национального университета в Токио. Там она встретила своего будущего мужа-оборотня. После его смерти крайне тяжело справлялась со всеми обязанностями. Когда она переехала, местные помогли вырастить картошку в огороде, а также подарили большой холодильник. Узнав, что Амэ хочет жить, как волк, сначала сильно расстроилась, но позже отпустила сына. При рождении получила имя Хана, так как в это время в саду семьи росли дикие розы.
Сэйю: Аой Миядзаки
Волк (яп. おおかみおとこ Ооками-отоко) — его настоящего имени никто не знает. Он посещал занятия в том же университете, что и Хана, но не числился студентом. Сначала холодно относился к ней и избегал. Позже внимание со стороны девушки и её отзывчивость заставляют его посмотреть на Хану совсем другими глазами. Раскрыв ей свою тайну, он находит друга в лице девушки и влюбляется в неё. Переехав к ней, главный герой постигает все радости тихой семейной жизни. Радуется, как ребёнок, узнав о беременности возлюбленной, и прикладывает все усилия, чтобы сделать её счастливой. Умирает во время охоты на птицу, которую, вероятно, хотел принести домой в честь рождения сына. Неоднократно появляется во снах Ханы.
Сэйю: Такао Оосава
Юки (яп. 雪 Юки) — дочь Ханы и старшая сестра Амэ. Поскольку она родилась в снежную погоду, её назвали Юки (что в переводе означает «снег»). Она очень похожа на Хану. Сначала смущала одноклассников своим «звериным» поведением, позже стала стремиться быть такой, как все. В 11 лет начала отторгать волчью натуру и приняла окончательное решение навсегда остаться человеком.
Сэйю: Хару Куроки
Амэ (яп. 雨 Амэ) — сын Ханы и младший брат Юки. Его назвали Амэ, так как он родился в дождливый день (Амэ в переводе означает «дождь»). Очень похож на своего отца. В отличие от сестры, очень тихий и погруженный в себя. В лесу познакомился со старым лисом, который начал его обучать охоте и жизни в диких условиях, из-за чего Амэ стал всё чаще прогуливать школу и проводить время в звериной форме, из-за чего ссорится с сестрой. В конце истории уходит из дома в лес.
Сэйю: Юкито Нисии
Хосокава (яп. 細川 Хосокава) — один из фермеров, живущих недалеко от нового дома Ханы и её детей.
Сэйю: Тадаси Накамура
Нирасаки (яп. 韮崎 Нирасаки) — пожилой фермер из окрестностей Нанасу. Довольно мрачный человек, несмотря на это, обучил Хану правильно сажать растения и подарил большой холодильник.
Сэйю: Бунта Сугавара
Дочь Нарисаки (яп. 韮崎のおばさん Нарисаки но оба-сан) — женщина средних лет. В отличие от отца, она веселая и доброжелательная.
Сэйю: Томио Катаока
Танабэ-сэнсэй (яп. 田辺先生 Танабэ-сэнсэй) — классный руководитель Юки.
Сэйю: Сёта Сомэтани
Сохэй (яп. 草平 Со:хэй) — одноклассник Юки, мечтает сбежать из дома и стать боксёром. Долгое время преследовал Юки, из-за чего она в ярости поцарапала ему ухо когтями. Скандал, вызванный этим, стал причиной её депрессии. Она начинает ненавидеть свою волчью природу. Несмотря на произошедшее, Сохэй не держал на неё зла и всегда был готов стать Юки другом. Когда она пропускала школу, парень приносил ей приятные мелочи в знак примирения. Во время бури Сохэя и Юки не забрали из школы, а потому они были вынуждены провести там ночь. Именно тогда Юки признается, что она — оборотень. Сохэй же отвечает, что он это понял уже раньше и принимает девушку, такой, какая она есть.
Сэйю: Такума Хираока
Мать Сохэй (яп. 草平の母 Со:хэй но Хаха)
Сэйю: Мэгуми Хаясибара

## Восприятие и критика
Фильм получил в основном положительные отзывы от кинокритиков. Марк Шиллинг, представитель журнала The Japan Times, сравнил режиссёра «Волчьих детей Амэ и Юки» — Мамору Хосоду — со знаменитым режиссёром Хаяо Миядзаки, добавив, что в работах Хосоды видно сильное влияние творчества Миядзаки, в частности, сочетание милого реализма с социальными проблемами и мрачными эмоциями. Кроме того, он сказал, что режиссёр сумел удачно совместить фантастические элементы с будничными вещами, однако сам сюжет получился довольно предсказуемым. В целом Шиллинг дал оценку фильм 3 из 5 звёзд.
Представители французского журнала Le Monde охарактеризовали фильм как великолепный, дав ему 5 из 5 звёзд. Представители сингапурской газеты Mypaper также высоко оценили фильм, отметив внимание создателей к мелким деталям и прекрасное изображение природы.

## Саундтрек
Музыку к фильму написал композитор Такаги Масакацу. Песни исполнила японская певица Ann Sally.

## Книги
В 2012 году издательство Kadokawa Shoten выпустило официальную книгу-путеводитель по фильму, а также роман и мангу. Манга была опубликована на английском языке под названием «Wolf Children: Ame & Yuki» издательством Yen Press в 2014 году и была номинирована на премию Айснера в категории «Лучшее издание международного материала в США — Азия» в 2015 году.

## Награды
- Премия Майнити[10].
- Japan Media Arts Festival Awards[11].
- Лучший анимационный фильм на Кинофестивале в Ситжесе[12].
- Фильм года по версии Newtype[13].
- Фильм получил две награды на кинофестивале Films from the South в Норвегии — главную награду «Серебряное Зеркало» и приз зрительских симпатий[14].
- Japan Academy Prize[15].